# Варваровское водохранилище
Варва́ровское водохрани́лище — водохранилище в Волгоградской области, на реке Червлёная, на верхней части её затопленного русла — Волго-Донском канале. Площадь поверхности — 26,7 км².

## Описание
Водохранилище было создано в 1950-х годах при строительстве Волго-Донского судоходного канала общей протяжённостью 101 км. Помимо Варваровского на канале имеются ещё 2 водохранилища — Береславское и Карповское. Верховье водохранилища находится восточнее посёлка Нариман Светлоярского района, плотина находится в посёлке Пархоменко Калачёвского района. По берегам находятся посёлки, входящие в состав Волгограда (Водный, Горный и Майский) и посёлок Заря Калачёвского района. Длина водохранилища — 18 км, ширина — 6 км. Объём водохранилища 124 млн м³.
Используется для судоходства, питьевых и хозяйственных нужд, орошения сельскохозяйственных угодий и рыбоводства. Водой из водохранилища питаются несколько посёлков: Горный и Пархоменко.

## Данные государственного водного реестра
Водохранилище относится к Донскому бассейновому округу, речной бассейн: Дон (российская часть бассейна), речной подбассейн: Дон между впадением Хопра и Северского Донца, водохозяйственный участок: Червленая от истока до Береславского гидроузда. Код водного объекта — 05010300621407000007464.